# Markaz Balata
Markaz Shabab Balata (arabisch مركز شباب بلاطة), meist Markaz Balata genannt, ist ein palästinensischer Fußballverein aus Nablus im Westjordanland. Aktuell, Stand Oktober 2023, spielt der Verein in der West Bank Premier League.

## Erfolge
- West Bank Premier League
  - Meister: 2019/20
  - Vizemeister: 2014/15, 2020/21

- West Bank Palestine Cup
  - Finalist: 1983, 2015

- Yassir Arafat Cup
  - Sieger: 2015
  - Finalist: 2012, 2018/19, 2022/23

- Palestine Cup
  - Finalist: 2018/19

## Stadion
Der Verein trägt seine Heimspiele im Arab American University International Stadium in Dschenin aus. Das Stadion hat ein Fassungsvermögen von 6000 Personen.

## Trainerchronik
Stand: Oktober 2024
| Trainer           | !von              | bis                |
| ----------------- | ----------------- | ------------------ |
| Said Abu Altahi   | 12. November 2016 | 28. Dezember 2016  |
| Said Abu Altahi   | 14. Mai 2019      | 26. August 2020    |
| Ayman Sandouqa    | 19. Oktober 2020  | 30. Juni 2021      |
| Bahjat Odeh       | 10. August 2021   | 30. September 2021 |
| Mahmoud Abu Ibaid | 1. Juli 2022      | 30. Juni 2023      |

## Statistik in den AFC-Wettbewerben
| Saison | Wettbewerb | Runde    | Gegner        | Heim | Auswärts | Platz |
| ------ | ---------- | -------- | ------------- | ---- | -------- | ----- |
| 2021   | AFC Cup    | Gruppe B | al-Ansar      | 0:2  | 0:2      | 4.    |
| 2021   | AFC Cup    | Gruppe B | Muharraq Club | 2:3  | 2:3      | 4.    |
| 2021   | AFC Cup    | Gruppe B | Al-Salt SC    | 5:0  | 5:0      | 4.    |